# 塩釜神社 (松本市)
塩釜神社（しおがまじんじゃ）は、長野県松本市蟻ケ崎に鎮座する神社。旧社格は無格社。
陸奥国一宮の鹽竈神社（宮城県塩竈市）を当地に勧請した分社で、現在は無住である。境内に道祖神や句碑がある。

## 祭神
- 塩土老翁命

## 祭事・年中行事
例大祭は毎年7月の第3土曜日・日曜日に執り行われる。

## 周辺
- こまくさ道路
- 長野県松本深志高等学校
- 長野県松本蟻ヶ崎高等学校
- 旧開智学校
- 松本市中央図書館
- 正麟寺 - 川島芳子の墓がある